# Jito Kok
Jito Kok (Wageningen, 23 maart 1994) is een Nederlands basketballer.

## Carrière
Kok speelde collegebasketbal voor de San Diego Toreros van 2012 tot 2016. In 2016 tekende hij zijn eerste profcontract bij GS Lavrio BC in de Griekse competitie. Hij eindigde het seizoen bij Rapla KK in Estland. In 2017 tekende hij een contract bij de Spaanse tweedeklasser CB Ciudad de Valladolid waar hij een seizoen speelde.
In 2018 ging hij spelen voor de Nederlandse eersteklasser Dutch Windmills. Hij tekende voor het einde van het seizoen bij de Belgische eersteklasser Kangoeroes Mechelen. In 2020 speelde hij een tijdje mee met het Duitse BG Göttingen door het afgelaste seizoen in de Belgische competitie. In 2021 maakte hij de overstap naar reeksgenoot van Mechelen Spirou Charleroi waar hij een seizoen speelde. In 2022 tekende hij een contract bij de Nederlandse eersteklasser Heroes Den Bosch. In de zomer van 2024 tekende hij bij het Franse Saint-Chamond Basket.
Kok maakte zijn debuut voor de Nederlandse nationale ploeg in 2017.

## Erelijst
- Nederlands bekerwinnaar: 2024